# Дыхан, Михаил Дмитриевич
Михаил Дмитриевич Дыхан (25 августа 1925, с. Благоево, Одесская область — 6 июля 2006, Одесса) — доктор исторических наук (1973), профессор (1974), академик Балканской академии наук и культуры, основатель и почётный председатель Одесского болгарского культурно-просветительского общества (1989), участник—доброволец Великой Отечественной войны (1941—1945), удостоен ряда военных наград, инвалид Великой Отечественной войны I группы.

## Биография
Родился в семье болгар, чьи прадеды в первой половине XIX века, спасаясь от банд курджали, бежали в Россию. Эта особенная деталь определила впоследствии основную проблематику научных исследований и общественную деятельность М. Д. Дыхана. Отец — Дмитрий Дыхан — потомственный крестьянин, избирался сельчанами председателем колхоза в родном селе.
Михаил Дыхан окончил 7 классов на болгарском языке. Его учителями были болгарские политэмигранты, участники Сентябрьского восстания 1923 года.
В 1939 поступил в Бобринецкий сельскохозяйственный техникум в Кировоградской области.

### Великая Отечественная война
5 июля 1941 — в неполные 16 лет добровольно вступил в Ольшанский истребительный батальон, участвовал в боях у г. Первомайска.

25 августа 1941 — первое ранение.

С 1942 — сражается в регулярных частях Красной Армии, участвует в обороне Кавказа.

Июль-август 1943 — в должности командира расчета 82-мм минометов принимает участие в битве на Курской дуге.

29 октября 1944 — сражаясь в составе 4-го Украинского фронта, в день освобождения Украины от немецко-фашистских захватчиков был тяжело ранен на границе со Словакией. Перенёс ампутацию ноги, всю жизнь пользовался костылями.

В июле 1945 — демобилизован.

### Юриспруденция
1946 — с отличием окончил Одесский культурно-просветительный техникум.

1951 — окончил юридический факультет Львовского университета. Работал в адвокатуре Одесской области, преподавал в Одесском медицинском институте.

1972—1975 — заведующий кафедрой новой и новейшей истории Одесского государственного университета.

С 1975 — заведующий кафедрой научного коммунизма в Одесском институте народного хозяйства.

1987—1988 — профессор Софийского электронного института (НРБ).

1993—1997 — по семейным обстоятельствам находился в США, оставаясь гражданином Украины.

1998—1999 — профессор кафедры теории и права Одесской юридической академии.

## Исследование болгарской диаспоры
Более 50 лет занимался исследованием Болгарии и болгарской диаспоры в СССР и Украине. Автор более 200 публикаций: книги, монографии, статьи, рецензии по болгаристике и пр. Подготовил ряд молодых последователей своей деятельности, в том числе М. Иванов, А. Червенков, Богоева и др.
В 2006 году опубликовал свои воспоминания «Мои университеты» или «Студенческая рапсодия» — своеобразная исповедь сына века двадцатого…

Проти рожна, проти хвиль плисти, 
Сміло, аж до смерті хрест тяжкий нести
Эти слова Ивана Франко в полной мере можно отнести и к тернистому, многострадальному земному пути М. Д. Дыхана.

### Некоторые работы М. Д. Дыхана
- Дихан М. Асен Христев. — Одесса, 1969. (О бессарабском болгарине, участнике трёх революций, члене «Румчереда»)
- Дихан М. Преселване на българите в Южна Украйна. — Одеса, 2001. (Автор приводит данные о количестве переселенцев, годы переселения, и из каких мест-районов Болгарии в какую местность юга Украины они поселились)
- Дихан М. Българските национальни райони в Украйна през 1920-1930-те години. — Одеса, 2004. (Книга рассказывает о переселении болгар и их компактном расселении в южно-украинских степях, о создании болгарских национальных районов в советское время и их ликвидации и репрессиях)

Последняя публикация М. Д. Дыхана — вступительное слово — рецензия на труд А. Визирова «Катаржино»: фотоальбом. — Одесса: Черноморье, 2007. По признанию Александра, профессор М. Дыхан вдохновил его на этот труд к 200-летию села Катаржино.

### Высказывания о М. Дыхане
«Человек может считать себя счастливым лишь тогда, когда ему удалось реализовать себя, свою сущность. А она, эта сущность, наиболее ярко проявляется лишь при удачном выборе профессии», — часто повторял эти слова профессор М. Дыхан. Он мог считать себя счастливым человеком, ибо он жил во имя людей, жил их радостями и болями, будучи интернационалистом по воспитанию, он с особой любовью относился к представителям болгарской диаспоры, к богатым историческим корням этноса…"
«Благодаря Вашим книгам, многие из нас узнали о Болгарии, её истории, переселении болгар, участии их в освобождении Болгарии… С Вашим именем связано основание Одесского культурно-просветительского общества, создание радио- и телевизионных передач на болгарском языке в Одессе и области… Вы остаётесь активным исследователем возрождения болгар Украины, известным публицистом и писателем…»
«Профессор М. Дыхан был одним из лучших исследователей болгарской диаспоры Украины (Бессарабии), основатель Одесского культурно-просветительского общества, неуморимый радетель сохранения болгарского языка и культуры, возрождения болгар Украины. За большой вклад в развитие болгарской исторический науки он был награждён орденом „Кирилла и Мефодия“, медалью „Иван Вазов“ и др.»
«М. Дыхан — первый в послевоенные годы серьёзно взялся за болгарскую тему. С годами он многих увлёк на этом поле. Он стал центром, вокруг которого вращалась болгарская „карусель“… Это человек большой внутренней силы и красоты, одухотворённости. Его ораторский талант, тембр, дикция — неповторимы. Он был непревзойдённым мастером слова…»
«М. Д. Дыхан — почётный ОЛИМП болгар Украины и Молдовы 20 века. Будет ли ещё такой дар Всевышнего нашей диаспоры, такой титан национального богатства?»
«М. Д. Дыхан, где пером долбая, где костылём стуча, пробил „Берлинскую стену“, воздвигнутую вокруг болгарских сёл, и этого подвига достаточно, чтобы он был занесён в болгарский ПАНТЕОН славы на нашей Поклонной горе. Он поистине новый болгарский будитель по убеждению.»

## Награды
Ордена:
1. Орден «Красной Звезды» (№ 1570871, 1943)
2. Орден «Красной Звезды» (№ 324711, 1944)
3. Орден Славы третьей степени (№ 244559, 1944)
4. Орден св. Кирилла и Мефодия второй степени (№ 653, 1969)
5. Орден Отечественной войны I степени (№ 1045120, 1985)

Медали:
1. Медаль «За отвагу» (№ 932700, 1943)
2. Медаль «За боевые заслуги» (№ 833025, 1944)
3. Медаль «За оборону Кавказа» (№ 001836, 1944)
4. Медаль «За победу над Германией» (О № 271841, 1946)
5. Медаль «20-летие Победы в Великой Отечественной войне» (А № 5159875, 1966)
6. Медаль «30-летие Победы в Великой Отечественной войне» (1976)
7. Медаль «40-летие Победы в Великой Отечественной войне» (1985)
8. Медаль «50-летие Победы в Великой Отечественной войне» (1995)
9. Медаль «60-летие Победы в Великой Отечественной войне» (А № 8453068, 2005)
10. Медаль «60 летие вооруженных сил СССР» (1978)
11. Медаль «70 летие вооруженных сил СССР» (1988)
12. Медаль Жукова (Б № 0915879, 1995)
13. Медаль «За доблестный труд» (1970)
14. Медаль «1300 лет Болгарии» (Б № 0915879, 1995)
15. Медаль «40 лет социалистической Болгарии» (1984)
16. Медаль «Иван Вазов» (№ 4,2005)
17. Медаль «Ветеран труда» (1987)

В 1985 удостоен звания «Заслуженный работник Высшей школы УССР» (№ 418, удостоверение)
В 2001 присвоено звание «Академика Балканской Академии наук, новой культуры и стабильного развития» (Дыхан Д. М. является одним из основателей БАН)
В 2008 открыт Личный фонд Дыхан М. Д. в государственном архиве Одесской области (№ Р-8237)

## Использованные источники и литература
- Єнциклопедія Сучасної України. — Т. 7. — Київ, 2007.
- «Роден Край» (газета). — 2006—2010.
- «Болгары» (журн.). — 2006. — № 5.
- Личный архив Анны Дмитриевны Дыхан, родной сестры М. Д. Дыхана. — Одесса, 2011.
- Фото М. Д. Дыхана
- Одесская газета «Порто-Франко» о М. Д. Дыхане, с фотографией